# Corneli Prisc
Corneli Prisc (en llatí Cornelius Priscus) va ser un magistrat romà del segle i.
Va ser nomenat cònsol l'any 93 junt amb Pompeu Col·lega, l'any en què va morir Gneu Juli Agrícola. Era probablement el mateix Corneli Prisc amic de Plini el Jove, que li va escriure diverses cartes on sempre l'anomena Prisc excepte una vegada que l'anomena Corneli Prisc. Altres pensen que el Prisc al que va escriure Plini era Neraci Prisc, un jurista del temps de Trajà i Hadrià, també contemporani de Plini.